# Wolfgang Johannes Meyer
Wolfgang Johannes Meyer (* 1944) ist ein deutscher Romanist.

## Leben
Das Studium (1964–1968) der Romanistik, Geschichte, Philosophie und Allgemeinen Sprachwissenschaft an den Universitäten Marburg, Bonn, Paris (Sorbonne) und Konstanz schloss er 1968 mit dem Staatsexamen ab. Das Aufbau- und Ergänzungsstudium (1969–1973) in den Fächern Theoretische Linguistik und Philosophie an der Universität Konstanz schloss er 1973 mit der Promotion ab. Nach Tätigkeit als wissenschaftlicher Assistent und Wahrnehmung eines zweijährigen Stipendiums der DFG lehrte er von 1985 bis 2009 als Professor für Romanische Philologie mit dem Schwerpunkt Linguistik des Französischen und Italienischen an der Universität Hamburg.
Seine Hauptarbeitsgebiete sind Syntax im Rahmen des Minimalistischen Programms, Distributed Morphology und komparative Syntax Französisch-Italienisch.

## Schriften (Auswahl)
- Erlebte Geschichte. Möglichkeiten ihrer Darstellung am Beispiel der Memoiren von Philippe de Comynes. Ein Beitrag zum Thema „Die Historie und ihr Diskurs“. München 1977, ISBN 3-7705-1451-3.
- Modalverb und semantische Funktion. Wiesbaden 1982, ISBN 3-515-03677-6.
- Modalität und Modalverb. Kompetenztheoretische Erkundungen zum Problem der Bedeutungsbeschreibung modaler Ausdrücke am Beispiel von devoir und pouvoir im heutigen Französisch. Stuttgart 1991, ISBN 3-515-05969-5.